# 兵隊さんよありがとう
兵隊さんよありがとう（へいたいさんよありがとう）は、1939年（昭和14年）1月20日にコロムビアレコードから発売された流行歌。旧レコード番号30111。なお、原題は「兵隊さんよありがたう」である。

## 概要
大阪朝日新聞、東京朝日新聞が1938年（昭和13年）10月、「皇軍将士に感謝の歌」の懸賞募集を行った。この募集で一等に選ばれたのが、「父よあなたは強かった」で佳作一席に選ばれたのが「兵隊さんよありがたう」である。
作詞したのは、橋本善三郎という東京都牛込区鶴巻町の康文社印刷所（1921年（大正10年）創業）に勤める工員で、その時の感想を「街でみかける少年少女たちの兵隊さんに対する尊敬やあこがれの純真な気持ちをそのまま童謡風に綴ってみた」と語っている。作曲は、「月の沙漠」や「昭和の子供」の作曲で知られる佐々木すぐるで、歌は松原操と飯田ふさ江によって行われた。馴染みやすい歌詞とメロディで、広く全国民に愛唱された。ちなみにB面は同曲で、明治時代にお雇い外国人として日本に来ていたエドウィン・ダンの息子の妻であったダン道子指導のコロムビア児童合唱団が歌唱している。
レコードは40万枚を売り上げた。